# Пишина
Пишѝна (на италиански: Piscina; на пиемонтски: Pissin-a, Писин-а) е малко градче и община в Метрополен град Торино, регион Пиемонт, Северна Италия. Разположено е на 288 m надморска височина. Към 1 януари 2020 г. населението на общината е 3350 души, от които 161 са чужди граждани.